# Stenaspilatodes lentaria
Stenaspilatodes lentaria là một loài bướm đêm trong họ Geometridae.